# 옴니콤 그룹
옴니콤 그룹(Omnicom Group Inc.)은 미국의 글로벌 미디어, 마케팅, 기업 홍보 지주회사이며, 미국 뉴욕에 본사를 두고 있다.
옴니콤 그룹의 브랜드 네트워크와 그룹 산하의 전문 기업은 4가지 범위 내에서 서비스를 제공한다: 광고, 고객 관계 관리(CRM), PR, 특기 서비스. 이 분야에 포함된 서비스는 미디어 플래닝과 구매, 디지털 및 인터랙티브 마케팅, 스포츠, 이벤트 마케팅, 필드 마케팅, 브랜드 컨설턴트이다. 옴니콤 그룹은 2002년 뉴욕 타임스에 의해 세계에서 4번째로 가장 큰 광고 대행사 가운데 하나로 선정되었다. 2014년에 옴니콤은 월스트리트 저널에 의해 2번째로 큰 광고 지주 회사로 설정되었다. 회사의 직원 수는 77,000명 이상으로 전 세계 100개 이상의 국가에서 근무하고 있다.

## 역사
1986년에 앨런 로젠샤인, 키스 라인하르트, 존 번바흐 (윌리엄 번바흐의 아들) 가 BBDO 월드와이드, 도일 데인 번바흐, 니덤 하퍼 월드와이드의 3자 합병으로 옴니컴을 공동으로 설립하였다. 1989년에 로젠샤인은 옴니콤 회장직에서 물러나 BBDO 월드와이드를 경영자로 복귀했고, 브루스 크로포드(1985년 메트로폴리탄 오페라를 운영하기 위해 떠나기 전 BBDO CEO로 로젠샤인에 앞서 있었던 인물)는 옴니콤 회장에 취임하였다. 1997년 옴니컴의 2인자였던 존 렌이 회사의 최고 경영자가 되었고 크로포드는 회장으로 남았다.
2013년 7월에 퍼블리시스 그룹과 옴니콤 그룹이 합병하여 퍼블리시스 옴니콤 그룹이 될 것이라고 발표되었지만, 2014년 5월까지 합병이 철회되었고 퍼블리시스-옴니콤 합병이 취소되었다고 발표하였다.
2014년까지 옴니콤은 두 번째로 큰 에이전시 지주회사였으며 미화 150억 달러 이상의 매출을 올렸다. 옴니콤은 2014년 4월 조직 내 여성 리더의 수와 영향력을 높이기 위한 목표로 옴니우먼을 출범시켰다. 옴니우먼은 미국, 영국, 캐나다, 프랑스, 독일, 중국, UAE에 10개 이상의 지점을 두고 있다. 2017년 7월, 옴니콤은 테그나(TEGNA Inc.)의 전 사장 겸 CEO인 Gracia Martore 가 독립 사외이사로 이사회에 합류했다고 발표했다. Gracia의 임명으로 이사회의 총 이사 수는 13명이 되었으며, 이 중 11명은 독립 사외이사이다. 2018년 2월, Ronnie S. Hawkins가 독립 사외이사로서 회사 이사회에 임명되어 총 14명의 회원 중 12명이 독립 사외이사가 되었다. 2018년 5월, 옴니콤은 언어 전략 기획 에이전시 maslansky + partners를 오스트레일리아로 확장했다. 2021년 11월, Daryl Simm은 회장 및 최고 운영 책임자로 승진했다. 그 다음 달, OMD 월드와이드(OMD Worldwide)의 CEO를 지낸 플로리안 아담스키가 옴니콤 미디어 그룹(Omnicom Media Group)의 차기 CEO로 발표되었다. 2023년 10월 옴니콤은 8억 3500만 달러에 플라이휠 디지털을 인수하기로 합의했다.

## 운영
옴니콤은 1500개가 넘는 에이젼시를 감독하는 모 기업으로서의 5개 주요 에이젼시 네트워크로 이루어져 있다. 네트워크 소속사에는 BBDO 월드와이드, 다양한 에이젼시 서비스 (DAS), DDB 월드와이드, 옴니콤 미디어 그룹 (OMG)과 TBWA가 있다.
합병 초기부터 있었던 회사인 BBDO 월드와이드는 광고회사로, 세계 유수 광고대행사 네트워크 중 하나라고 평가받고 있다. 2000년에 설립된 프록시미티 월드와이드(Proximity Worldwide)는 BBDO의 디지털 중심의 마케팅 부문이다. 2016년 1월, BBDO 월드와이드는 웬스데이 에이전시 그룹의 다수 지분을 인수했다. 2017 칸 라이언즈 국제 창작 영화제에서 BBDO 월드와이드는 올해의 네트워크상을 6번째 수상했다. 클레멩거 BBDO 맬버른 (호주)는 올해의 에이젼시로 선정되었다. BBDO는 2018년에, 한해에 영향력있는 광고 미디어 순위를 매기는 WARC 100에서 최고의 에이젼시 네트워크였다. 2018년에는 BBDO의 여러 회사가 건리포트(Gunn Report)가 뽑은 개별 에이전시 순위에서 상위 10위 안에 들었다. 에이젼시 서비스(DAS)는 공공 관계, CRM, 헬스케어, 이벤트, 프로모션 마케팅, 차량 시험, 브랜딩 및 연구에 중점을 둔 200개 이상의 회사로 구성되어 있다.
2016년과 2017년에 헬스케어 및 PR 에이전시를 위한 두 개의 별도 홀딩 그룹인  Omnicom Health Group과 Omnicom Precision Marketing Group을 구성했다. 이후인 2016년에는 옴니콤헬스 그룹이 바이오팜 커뮤니케이션과 라빈마틴의 주요지분을 인수하였다. 2018년에는 옴니콤 헬스크룹이, 환자참여 커뮤니케이션 에이젼시인 Snow 에이젼시를 인수했다. 2018년에도 Omnicom Precision Marketing Group은 Credera의 주요 지분을 인수했다. 최초 3개 회사 중 하나인 DDB Worldwide는 글로벌 광고 네트워크이다. 2015년 11월에는 DDB월드와이드는 브라질 최대 광고그룹인 그루포 ABC를 인수했다. 2016년 6월 DDB 헬스는 의료 기관의 조합으로 출범하여 DDB의 프로필에 의료 및 의료 서비스를 추가했다. DDB Worldwide 사업부에 포함된 회사에는 Tribal Worldwide, TracyLocke, adam&eveDDB, Roberts + Langer, Spike DDB, Rodgers Townsend, ONC Worldwide, Alma 및 Uproar!@DDB가 있다.
옴니콤 미디어 그룹(Omnicom Media Group)은 옴니콤 그룹(Omnicom Group Inc.)의 미디어 부문이다.
2017년에는 올해의 미디어 네트워크로 선정된 OMD Worldwide를 포함하여 3개의 옴니콤 미디어 그룹 에이전시 네트워크가 칸 라이온스 국제 창의성 페스티벌에서 경쟁했다.
TBWA는 일반적으로 '디스럽션 컴퍼니(The Disruption Company)'라고 불리는 글로벌 에이전시 네트워크이다. 1993년에 인수 후 1995년에 Chiat Day 회사와 합병되었다. 미국에서는 회사 사무실 중 일부가 여전히 TBWA Chiat Day라는 이름을 유지하고 있다. TBWA 네트워크에서 운영되는 회사로는 Media Arts Lab, Digital Arts Network(DAN), The Integer Group, Lucky Generals, Designory, NEBOKO 및 기타 TBWA 브랜드 지역 기관이 있다.